# Tropiciele
Tropiciele (ang. Search Party) – amerykański serial telewizyjny (czarna komedia), którego twórcami są Sarah-Violet Bliss, Charles Rogers oraz Michael Showalter. Serial emitowany jest od 21 listopada 2016 roku przez TBS.

W Polsce serial jest emitowany od 19 marca 2017 roku przez TNT.

## Fabuła
Serial opowiada o Dory Sief, która prowadzi normalne życie. Pewnego dnia dowiaduje się przypadkiem, że jej koleżanka z czasów studiów zaginęła, której nawet nie pamięta. Od tego momentu Dory wpada w obsesję poszukiwania dziewczyny.

## Obsada

### Główna
- Alia Shawkat jako Dory Sief
- John Reynolds jako Drew Gardner
- John Early jako Elliott Goss
- Meredith Hagner jako Portia Davenport
- Brandon Micheal Hall jako Julian[3]

### Role drugoplanowe
- Clare McNulty jako Chantal Witherbottom
- Ron Livingston jako Keith Powell[3]
- Rosie Perez jako Lorraine De Coss[3]
- Phoebe Tyers jako April
- Christine Ebersole jako Mariel Davenport[3]
- Jennifer Kim jako  Agnes Cho
- Christine Taylor jako  Gail
- Parker Posey jako  Brick[3]
- Griffin Newman jako  Gavin

### Gościnne występy
- Judy Gold jako Paulette Capuzzi
- Alysia Reiner jako  Trina
- Kate Berlant jako  Editor
- Tunde Adebimpe jako  Edwin
- Linas Phillips jako  Farley
- Bridey Elliott jako  Penelope

## Odcinki
| Sezon | Sezon | Odcinki | Oryginalna emisja TBS | Oryginalna emisja TBS | Oryginalna emisja TNT | Oryginalna emisja TNT | Oryginalna emisja TNT |
| Sezon | Sezon | Odcinki | Premiera sezonu       | Finał sezonu          | Premiera sezonu       | Finał sezonu          |                       |
| ----- | ----- | ------- | --------------------- | --------------------- | --------------------- | --------------------- | --------------------- |
|       | 1     | 10      | 21 listopada 2016     | 25 listopada 2016     | 19 marca 2017         | 16 kwietnia 2017      |                       |
|       | 2     | 10      | 19 listopada 2017     | 17 grudnia 2017       | 20 lutego 2018        | —                     |                       |

### Sezon 1 (2016)
| Nr | #  | Tytuł                                                                    | Reżyseria                          | Scenariusz                                            | Premiera TBS      | Premiera TNT     |
| -- | -- | ------------------------------------------------------------------------ | ---------------------------------- | ----------------------------------------------------- | ----------------- | ---------------- |
| 1  | 1  | The Mysterious Disappearance of The Girl No One Knew                     | Sarah-Violet Bliss, Charles Rogers | Sarah-Violet Bliss, Charles Rogers, Michael Showalter | 21 listopada 2016 | 19 marca 2017    |
| 2  | 2  | The Woman Who Knew Too Much                                              | Sarah-Violet Bliss, Charles Rogers | Charles Rogers                                        | 21 listopada 2016 | 19 marca 2017    |
| 3  | 3  | 'Noc stu świec' The Night of One Hundred Candles                         | Sarah-Violet Bliss, Charles Rogers | Christina Lee                                         | 22 listopada 2016 | 26 marca 2017    |
| 4  | 4  | 'Intrygujący gość na kolacji' The Captive Dinner Guest                   | Sarah-Violet Bliss, Charles Rogers | Michael Showalter                                     | 22 listopada 2016 | 26 marca 2017    |
| 5  | 5  | ' Tajemnica wisiorka' The Mystery of the Golden Charm                    | Ryan McFaul                        | Anthony King                                          | 23 listopada 2016 | 2 kwietnia 2017  |
| 6  | 6  | ' Tajemnica za zamkniętymi drzwiami' The Secret of the Sinister Ceremony | Ryan McFaul                        | Sarah-Violet Bliss                                    | 23 listopada 2016 | 2 kwietnia 2017  |
| 7  | 7  | 'Zagadka w śmieciach' The Riddle Within the Trash                        | Ryan McFaul                        | Christina Lee                                         | 24 listopada 2016 | 9 kwietnia 2017  |
| 8  | 8  | 'Powrót zapomnianego ducha' The Return of the Forgotten Phantom          | Sarah-Violet Bliss, Charles Rogers | Anthony King                                          | 24 listopada 2016 | 9 kwietnia 2017  |
| 9  | 9  | ' Hasło dla cieni' Password to the Shadows                               | -Violet Bliss, Charles Rogers      | Sarah-Violet Bliss                                    | 25 listopada 2016 | 16 kwietnia 2017 |
| 10 | 10 | 'Dom przedziwnych prawd' The House of Uncanny Truths                     | Sarah-Violet Bliss, Charles Rogers | Charles Rogers                                        | 25 listopada 2016 | 16 kwietnia 2017 |

### Sezon 2 (2017)
| Nr | #  | Tytuł                   | Reżyseria                           | Scenariusz                         | Premiera TBS      | Premiera TNT   |
| -- | -- | ----------------------- | ----------------------------------- | ---------------------------------- | ----------------- | -------------- |
| 11 | 1  | 'Morderstwo ' Murder!   | Sarah-Violet Bliss, Charles Rogers  | Sarah-Violet Bliss, Charles Rogers | 19 listopada 2017 | 20 lutego 2018 |
| 12 | 2  | 'Panika' Conspiracy     | Sarah-Violet Bliss, Charles Rogers  | Sarah-Violet Bliss, Charles Rogers | 19 listopada 2017 | 20 lutego 2018 |
| 13 | 3  | 'Paraliż' Paralysis     | Sarah-Violet Bliss & Charles Rogers | Jordan Firstman and Starlee Kine   | 26 listopada 2017 | 20 lutego 2018 |
| 14 | 4  | 'Podejrzenie' Suspicion | Lilly Burns                         | Anthony King                       | 26 listopada 2017 | 20 lutego 2018 |
| 15 | 5  | Paranoia                | Michael Showalter                   | Christina Lee                      | 3 grudnia 2017    | 27 lutego 2018 |
| 16 | 6  | Obsession               | Michael Showalter                   | Andrew Fleming, Matt Kriete        | 3 grudnia 2017    | 27 lutego 2018 |
| 17 | 7  | Denial                  | Michael Showalter                   | Sarah-Violet Bliss                 | 10 grudnia 2017   | 27 lutego 2018 |
| 18 | 8  | Hysteria                | Sarah-Violet Bliss, Charles Rogers  | Charles Rogers                     | 10 grudnia 2017   | 27 lutego 2018 |
| 19 | 9  | Frenzy                  | Sarah-Violet Bliss, Charles Rogers  | Sarah-Violet Bliss, Charles Rogers | 17 grudnia 2017   |                |
| 20 | 10 | Psychosis               | Sarah-Violet Bliss, Charles Rogers  | Sarah-Violet Bliss, Charles Rogers | 17 grudnia 2017   |                |

## Produkcja
3 listopada 2015 roku, stacja  TBS zamówiła pierwszy sezon, którą główną rolę zagra Alia Shawkat.
Na początku maja 2016 roku, ogłoszono, że do obsady dołączyli: Brandon Micheal Hall jako Julian, Ron Livingston  jako Keith Powell, Rosie Perez  jako Lorraine De Coss, Phoebe Tyers  jako April, Christine Ebersole  jako Mariel Davenport oraz Parker Posey jako  Brick.

14 grudnia 2016 roku, stacja TBS zamówiła drugi sezon.
Pod koniec kwietnia 2018 roku, stacja TBS przedłużyła serial o trzeci sezon